# Martin Hyský
Martin Hyský (Praga, 25 settembre 1975) è un allenatore di calcio ed ex calciatore ceco, di ruolo difensore.